# Gustav Adolf Lenk
Gustav Adolf Lenk (15 octobre 1903 - 1987) est un activiste politique allemand, et le fondateur de la Ligue de la jeunesse du parti nazi, prédécesseur de la jeunesse hitlérienne